# Kadaryszki
Kadaryszki – wieś w Polsce położona w województwie podlaskim, w powiecie suwalskim, w gminie Rutka-Tartak.
Do 1954 roku miejscowość była siedzibą gminy Kadaryszki. W latach 1975–1998 miejscowość administracyjnie należała do województwa suwalskiego.
18 maja 2010 roku nad wsią przeszła trąba powietrzna, uszkadzając budynki i infrastrukturę.